# ひばり書房
株式会社ひばり書房（ひばりしょぼう）は、かつて東京都に所在していた日本の出版社。

## 概要
1947年8月、安藤雄二によって創業。当初は東京都文京区小石川に所在し、1980年代頃に東京都新宿区早稲田町に移転した。
貸本漫画の出版社として、主に怪奇漫画を数多く出版していた。この会社のコミックでデビューした漫画家も多く、小島剛夕、いばら美喜、杉戸光史、古賀新一などが例として挙げられる。貸本衰退後も書き下ろし単行本の出版を続け、怪奇物に強いブランドを維持した。。
1970年代に入った頃からはコミックスに加えて『ファミリィブックス』というなぞなぞや折り紙などの幼児の教育に関連する書籍を出版していた。また、麻雀や将棋に関する書籍の出版も行っていた。関連会社として、つばめ出版、スカイラーク社という出版社が存在していた。
1988年以降は出版を行わなくなり、最終的には2004年11月に閉業となった。

## 出版物

### 漫画
- 長篇活劇漫画文庫
- ひばりのまんが
- ひばりコミックス
- ひばりヒットコミックス
- 『黒枠』シリーズ
- 怪談マンガ文庫

### 書籍
- ファミリィブックス

### 雑誌
- オール怪談
- ヤング・メン